# Stauning
Stauning – miasto w Danii, w Jutlandii Środkowej, w gminie Ringkøbing-Skjern. W 2017 zamieszkane było przez 345 osób.
Położone jest w Jutlandii Zachodniej, w sognie Stauning. Na północny zachód od miejscowości znajduje się port lotniczy Stauning Vestjylland i muzeum lotnictwa Danmarks Flymuseum a na południe destylarnia Stauning Whisky.